# Orvasca sciasticta
Orvasca sciasticta är en fjärilsart som beskrevs av Collenette 1938. Orvasca sciasticta ingår i släktet Orvasca och familjen tofsspinnare. Inga underarter finns listade i Catalogue of Life.